# Bas van Loon
Bas van Loon (21 november 1990) is een Nederlands profvoetballer die in het seizoen 2009/10 uitkwam voor eredivisionist Willem II.

## Carrière
Van Loon begon met voetballen bij Uno Animo uit Loon op Zand. Op zijn achtste werd hij gescout door Willem II. Hij kwam terecht in de jeugdopleiding. In het begin van het seizoen 2009/10 kampte Willem II al snel met vele verdedigende blessures op de linksbackpositie. Door de afwezigheid van Leonardo Henrique Veloso, Junior Livramento, Danny Schenkel, Paul Quasten en Marciano Bruma, maakte hij in de uitwedstrijd tegen AZ (2-1 nederlaag) zijn debuut. Hij maakte de volle negentig minuten vol. In 2010 maakt hij de overstap naar VV Baronie, een topklasser uit Breda.
Aan het begin van het seizoen 2010/11 probeerde hij tevergeefs een contract af te dwingen bij MVV Maastricht, maar volgens de club stelde Van Loon te hoge salariseisen.

## Cluboverzicht
| Seizoen   | Club          | Competitie             | Wedstrijden | Goals |
| --------- | ------------- | ---------------------- | ----------- | ----- |
| 2009/2010 | Willem II     | Eredivisie             | 3           | 0     |
| 2010/2011 | VV Baronie    | Topklasse zondag       | 2           | 1     |
| 2011/2012 | Willem II     | Eerste divisie         | 0           | 0     |
| 2012/2013 | Achilles Veen | Hoofdklasse B zaterdag | 7           | 3     |